# William Arthur Smeaton
William Arthur Smeaton (* 24. Oktober 1924 in Broughty Ferry bei Dundee; † 22. Januar 2001 in Cambridge) war ein britischer Chemiehistoriker.
Smeaton studierte ab 1942 am Imperial College London Chemie mit dem Bachelor-Abschluss 1945. Danach war er Lecturer in Anorganischer Chemie an der London Metropolitan University (damals Northern Polytechnic), wo er ab 1946 Senior Lecturer war. Nebenbei studierte er Wissenschaftsgeschichte am University College London, erwarb den Master-Abschluss mit einer Arbeit über Louis Bernard Guyton de Morveau 1953 und promovierte 1958 mit einer Dissertation über Antoine François de Fourcroy. Im selben Jahr war er Stipendiat des CNRS am Institut d’Histoire des Sciences der Sorbonne. 1959 wurde er Lecturer für Wissenschaftsgeschichte am University College London unter Douglas McKie. 1963 wurde er Reader und 1968 erhielt er einen D.Sc. für seine Arbeiten. 1982 wurde er emeritiert.
Sein Forschungsschwerpunkt war französische Chemiegeschichte im 18. und 19. Jahrhundert (neben Lavoisier und seiner Schule Fourcroy und Guyton de Morveau und die Dijon-Akademie). Er arbeitete viel mit seinem Lehrer Douglas McKie und verschiedenen Sammlern wie Denis Duveen zusammen. Er besaß selbst eine umfangreiche Buchsammlung zu seinem Forschungsthema. Von ihm stammen eine Reihe Biographien im Dictionary of Scientific Biography.
2001 erhielt er den Dexter Award. 1986 bis 1993 stand er der Society for the Study of Alchemy and Early Chemistry vor und war Buch-Rezensent für deren Zeitschrift Ambix.
Er war Hobby-Archäologe (im Ruhestand an der Universität Cambridge aktiv) und Outdoor-Aktivist (Bergwandern, Skilanglauf).
1993 heiratete er Jacqueline Regester, mit der er einen Sohn hatte. Er wohnte im Ruhestand in Ely.

## Schriften
- Fourcroy: Chemist and Revolutionary 1755–1809, Ed. Heffer & Sons, Cambridge, 1962
- L.B. Guyton de Morveau (1737–1816): A Bibliographical Study, Ambix, Band 6, 1957, S. 18–34.
- mit Roy G. Neville: Macquer’s Dictionnaire de Chymie: A bibliographical Study, Annales of Science, Band 33, 1981, S. 613–662
- Louis Bernard Guyton de Morveau, F.R.S. (1737–1816) and His Relations with British Scientists, Notes and Records of the Royal Society of London, Band 22, 1967, S. 113–130
- The Foundation of the Metric System in France in the 1790s: The Importance of Étienne Lenoir’s Platinum Measuring Instruments, Platinum Metals Reviews, Band  44, 2000, S. 125–134.